# 존 달
존 달 톰슨(John Dall Thompson, 1918년 5월 26일 ~ 1971년 1월 15일)은 미국의 배우이다.

## 영화
- 아틀란티스, 사라진 땅 (1961년)
- 스파타커스 (1960년) - 마커스 푸브리우스 글라브루스 역
- 페리 메이슨 (1957년)
- 건 크레이지 (1950년)
- 서스펜스 (1949년)
- 로프 (1948년)
- 섬씽 인 더 윈드 (1947년)
- 콘 이즈 그린 (1945년)